# 仲城英幸
仲城 英幸（なかじょう ひでゆき、1968年9月6日 - ）は、奈良県奈良市出身のレーシングライダー（ロードレース）。
1998年・1999年・2001年・2002年・2004年全日本ロードレース選手権GP125クラスチャンピオン。同クラスにおける最多チャンピオン（5回）。

## 経歴
レーシングキットパーツで知られるJha（城北ホンダオート）のエースライダーで、テストライダーも勤める。鈴鹿レーシングスクールジュニア（SRS-J、現ホンダレーシングスクール鈴鹿）2輪部門講師。2011年にはホンダが新たに開発した4ストロークマシン、NSF250Rのテストライダーを務めた。

## 戦績
- 1991年 - 全日本ロードレース選手権 GP125ランキング8位
- 1992年 - 全日本ロードレース選手権 GP125ランキング3位
- 1993年 - 全日本ロードレース選手権 GP125ランキング2位
- 1994年 - ロードレース世界選手権 GP125ランキング11位
- 1995年 - ロードレース世界選手権 GP125ランキング9位
- 1996年 - 全日本ロードレース選手権 GP125ランキング2位
- 1997年 - 全日本ロードレース選手権 GP125ランキング10位
- 1998年 - 全日本ロードレース選手権 GP125チャンピオン
- 1999年 - 全日本ロードレース選手権 GP125チャンピオン
- 2000年 - 全日本ロードレース選手権 GP125ランキング6位
- 2001年 - 全日本ロードレース選手権 GP125チャンピオン
- 2002年 - 全日本ロードレース選手権 GP125チャンピオン
  - 鈴鹿8時間耐久ロードレース 22位（匹田禎則／京都デザイン専門学校／CBR954RR）
- 2003年 - 全日本ロードレース選手権 ST600ランキング35位
  - 鈴鹿8時間耐久ロードレース 32位（匹田禎則／京都デザイン専門学校／CBR954RR）
- 2004年 - 全日本ロードレース選手権 GP125チャンピオン
  - 鈴鹿8時間耐久ロードレース 18位（匹田禎則／ホンダドリーム京都&京都デザイン専門学校／CBR954RR）
- 2005年 - 全日本ロードレース選手権 GP125ランキング2位（Jha／RS125R）
  - 鈴鹿8時間耐久ロードレース 49位（下地申悟／京都デザイン専門学校高速二輪学科／CBR1000RR）
- 2006年 - 全日本ロードレース選手権 GP125
- 2007年 - 全日本ロードレース選手権 GP125ランキング4位（TEAM ASPRATION）